# Classe Gorgon (monitore)
La classe Gorgon fu una classe di monitori in servizio con la Royal Navy durante la prima guerra mondiale. La Gorgon e la sua gemella Glatton furono originariamente costruite come corazzate costiere per la Reale marina norvegese, con i nomi Nidaros e Bjørgvin, ma furono poi requisite dal governo britannico. La Gorgon entrò in servizio per prima, nel giugno 1918, e bombardò posizioni tedesche e altri obiettivi nelle Fiandre occupate. Il 15 ottobre 1918 sparò gli ultimi colpi della Royal Navy nella guerra sul territorio belga. Fu messa in vendita alla fine della guerra ma non ci furono acquirenti. Fu venduta per essere demolita nel 1928. La Glatton fu distrutta dall'esplosione di una santabarbara solo pochi giorni dopo il suo completamento, nel settembre 1918, mentre era nel porto di Dover. Rimase un relitto pericoloso per la navigazione fino a quando non fu parzialmente recuperata e i resti furono spostati tra il 1925 e il 1926.

## Sviluppo
I Norvegesi ordinarono nel gennaio 1913 al cantiere britannico Armstrong Whitworth due corazzate costiere, con consegna entro 24 mesi, per supportare le precedenti navi costiere classe Eidsvold e Tordenskjold. Le dimensioni erano limitate ad una lunghezza fuori tutto di 88 m e un baglio massimo di 17 m per permettere l'ingresso nel bacino di Horten. Il progetto della Armstrong era per una nave con dislocamento di 4884 t con un armamento di due cannoni Armstrong 240/50 montati in torrette singole a prua e poppa. Quattro cannoni da 150/50 erano anche montati su torrette singole, due delle quali sparavano da sopra le torrette principali e le altre due erano sui lati della sovrastruttura. La difesa anti-torpediniera sarebbe stata affidata a sei cannoni da 100 mm montati sulla sovrastruttura. il progetto ero dotato anche di due tubi lanciasiluri sommersi da 450 mm. La cintura corazzata proteggeva la maggior parte della linea di galleggiamento ed era spessa 180 mm, più sottile alle estremità. Il ponte protetto variava in spessore tra i 25 e gli 89 mm e si estendeva per tutta la nave.

## Acquisto e riadattamento
Allo scoppio della prima guerra mondiale, nell'agosto 1914, entrambe le navi erano in costruzione presso il cantiere Armstrong Whitworth di Elswick. La Nidaros era già stata varata e la Bjørgvin fu varata solo pochi giorni dopo l'inizio della guerra. Allo scoppio della guerra la Royal Navy requisì la maggior parte delle navi da guerra in costruzione in Gran Bretagna per conto di governi stranieri, rifondendo nello specifico ai Norvegesi due terzi del prezzo di 370000 sterline già pagato. Le due navi furono rinominate Glatton e Gorgon come due precedenti monitori varati nel 1871. Il completamento fu largamente ritardato dai cambi richiesti dai Britannici, che includevano la modifica delle caldaie per poter usare sia carbone che olio combustibile e la conversione di 12 casse del doppio fondo a cisterne per il combustibile liquido. I lavori di riadattamento iniziarono il 9 gennaio 1915 ma furono sospesi nel maggio seguente, anche se erano stati stimati solo altri dieci o dodici mesi di lavori, per permettere un progresso maggiore sugli incrociatori leggeri Furious e Courageous che erano in costruzione nel cantiere Armstrong di Wallsend.

## Caratterisitche principali

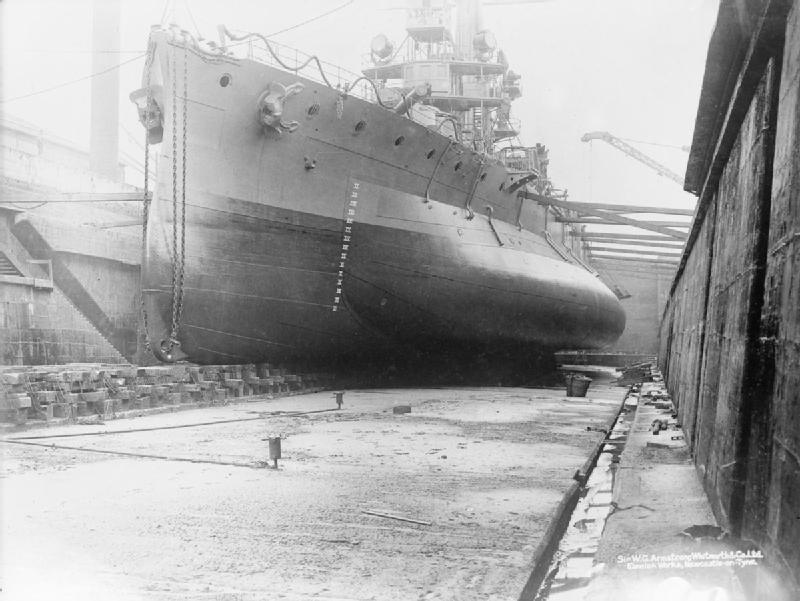
La HMS Glatton in bacino di carenaggio, si noti la profondità delle controcarene anti-siluro.

Nel settembre 1917 i lavori sui due monitori ripresero con un nuovo progetto che incorporava ampie controcarene anti-siluro costruite sul 75% dello scafo. Le unità classe Gorgon dislocavano 5800 t a pieno carico, circa 1000 t più di quanto progettato in origine. Avevano una lunghezza di 94,5 m e una larghezza massima di 22,4 m, anche se lo scafo principale aveva una larghezza di 17 m e un'immersione di progetto di 5,0 m.

### Propulsione
Le navi erano propulse da due motori a vapore a triplice espansione verticale, capaci di sviluppare 3000 kW da quattro caldaie a tubi d'acqua tipo Yarrow. La velocità massima di progetto era di 12 nodi. L'aggiunta delle controcarene costò 2 nodi di velocità ma evitò che il peso aggiuntivo delle modifiche aumentasse l'immersione. Potevano trasportare fino a 370 t di carbone e 174 t di olio combustibile che portavano ad un'autonomia di 2700 miglia nautiche a 11 nodi.

### Armamento
Non fu fatto alcun cambio al layout dell'armamento rispetto al progetto per la marina norvegese. I cannoni specificati dai Norvegesi non potevano però utilizzare munizioni britanniche standard e quindi furono modificati. I cannoni da 240 mm furono modificati come 230 mm Mk XII. Le torrette furono modificate per ottenere un alzo massimo di 40° e uno minimo di −5°. Sparavano proietti da 177 kg 8 crh alla velocità alla volata di 930 m/s ad una distanza massima di 36000 m usando una carica aumentata. Questi furono i cannoni usati dalla Royal Navy durante la prima guerra mondiale con la gittata maggiore, non considerando i cannoni da 381 mm Mk I montati sui monitori classe Lord Clive, General Wolfe e Lord Clive che potevano raggiungere una gittata di 37000 m. Avevano una velocità di fuoco di due colpi al minuto. Le navi trasportavano 130 proiettili per cannone.
Oltre alle modifiche perché i cannoni potessero utilizzare munizioni britanniche da 152 mm, non furono fatti cambi all'armamento secondario da 150 mm. I cannoni avevano un alzo minimo di 5° e massimo di 20°. Sparavano proiettili da 45 kg alla velocità alla volata di 876 m/s che forniva una gittata di 14650 m. Potevano sparare tre colpi al minuto. Ogni cannone era dotato di 100 proiettili ad alto potenziale e 100 proiettili normali. La polveriera per i due cannoni laterali era condivisa. La sala caldaie era direttamente davanti alla polveriera mentre la sala macchine era a poppa di questa.
I cannoni da 100 mm e i tubi lanciasiluri progettati dai Norvegesi furono omessi e un grosso albero a tripode fu inserito dietro al fumaiolo singolo per trasportare telemetri e apparecchi di punteria per i cannoni. Un cannone antiaereo a fuoco rapido da 76 mm 20 cwt fu montato sulla linea di simmetria di ogni torretta da 150 mm. Questo aveva una depressione massima di 10° e una massima elevazione di 90°. Il proietto sparato era da 5,7 kg ad una velocità alla volata di 760 m/s con una frequenza di tiro di 12–14 colpi al minuto. L'altezza massima di efficacia era di 7200 m. Le navi trasportavano anche quattro cannoni Hotchkiss da 47 mm con 300 colpi a cannone e due o quattro cannoni da 2 lb con 1000 proiettili, montati su affusti antiaerei.

### Corazzatura
L'aggiunta di controcarene anti-siluro fu l'unico cambio effettuato allo schema protettivo delle Gorgon. La corazzatura era del tipo cementato Krupp se non altrimenti specificato. La cintura corazzata al galleggiamento era spessa 178 mm tra le due torrette, ma si assottigliava fino a 102 mm a prua e a 76 mm a poppa. Sopra essa era presente un corso di fasciame, alto fino al ponte, spesso 102 mm nella porzione tra le due torrette, che aumentava fino a 152 mm in corrispondenza delle barbette laterali. L'acciaio ad alta resistenza del ponte era spesso solo 25 mm a metà nave sul piatto, ma aumentava fino a 51 mm sulla curva che si collegava alla cintura corazzata. A proravia della torretta A aumentava fino a 64 mm mentre s'inclinava verso il dritto di prua. A poppavia della torretta Y aumentava a 51 mm, per poi aumentare nuovamente fino a 76 mm sopra al locale del meccanismo del timone e a 89 mm nella sezione digradante verso la paratia poppiera, spessa 130 mm. Le barbette dei cannoni principali e le facce delle torrette erano tutte spesse 203 mm, ma i lati delle torrette erano da 152 mm, con cieli da 76 mm di acciaio Krupp non cementato. Le barbette e torrette dei cannoni secondari erano anch'esse spesse 152 mm, con cieli da 51 mm. La torre di comando era spessa 203 mm con un cielo da 76 mm di acciaio Krupp non cementato.

## Costruzione
Entrambe le navi furono costruite nel cantiere EOC della Armstrong Whitworth. La Glatton fu impostata il 26 maggio 1913, ma non fu varata fino all'8 agosto 1914. Entrò in servizio dopo la gemella il 31 agosto 1918, ma non completò le prove in mare fino al 9 settembre. La Gorgon fu impostata l'11 giugno 1913 ma varata prima della gemella, il 9 giugno 1914, ed entrò n servizio il 1 maggio 1918, anche se non completò le prove in mare fino al 4 giugno.
I costi totali, incluse le alterazioni, furono di 513242 £ per la Glatton e 777197 £ per la Gorgon, anche se non ci sono motivi per il divario di prezzi, se non per il fatto che il costo considerato della Gorgon è quello in qualità di unità capoclasse. Un costo più veritiero sarebbe attorno alle 645000 £ per unità. Questo è quasi il doppio del costo originale, rendendo le due navi più costose di qualsiasi altro monitore.

## Servizio

### HMSGorgon
Articolo principale: HMS Gorgon (1914)
La Gorgon fu la prima unità della classe ad entrare in azione, nel luglio 1918, bombardando posizioni d'artiglieria tedesche in Belgio. Il 28 e 29 settembre bombardò il ponte di Snaeskerk, ma riuscì solo a colpirne le vicinanze. Sparò alle batterie tedesche nuovamente il 14 ottobre, ma dovette ritirarsi di fretta quando fu sorpresa dal forte fuoco nemico in risposta e fu colpita da schegge dei colpi caduti vicino. Il giorno successivo bombardò un altro ponte; questi furono gli ultimi colpi sparati da una nave della Royal Navy a obiettivi nel Belgio occupato.
Alla fine della guerra fu mandata a Portsmouth dove fu resa disponibile per l'investigazione sulle cause dell'esplosione della santabarbara della Glatton. Fu decommissionata dal servizio attivo il 31 agosto 1919 e in settembre si unì alla Reserve Fleet. Fu offerta nuovamente ai norvegesi, ma fu rifiutata perché non rispettava più le specifiche norvegesi, specialmente a causa della sua larghezza, troppo grande per il bacino di Horten. Furono effettuati vari tentativi di vendita, ma nel 1922 fu disarmata a utilizzata come nave bersaglio per valutare l'effetto di esplosioni sottomarine vicine alla nave e quello dei cannoni da 152 mm. Fu definitivamente venduta per essere demolita il 26 agosto 1928 e demolita all'arsenale di Pembroke.

### HMSGlatton
Articolo principale: HMS Glatton (1914)
Dopo il completamento, l'11 settembre 1918 la Glatton prese il mare alla volta di Dover per preparare un'offensiva pianificata per il mese succassivo. La sera del 16 settembre il magazzino delle munizioni dei cannoni da 152 mm a centro nave soffrì una piccola esplosione che accese la cordite che era lì immagazzinata. Le fiamme salirono attraverso il cielo della torretta Q, sul lato di dritta a centro nave, e iniziarono a diffondersi verso poppa. Le polveriere di prua furono allagate, ma i magazzini poppieri non potevano essere allagati perché le fiamme bloccavano l'accesso ai controlli. Se il magazzino poppiero della Glatton fosse esploso e avesse innescato le munizioni presenti sulla nave rifornitrice Gransha, a soli 140 m, si sarebbe potuta verificare un'esplosione che avrebbe devastato Dover. Il viceammiraglio Keyes ordinò al cacciatorpediniere Cossack di silurare la Glatton, tentando di allagarne la santabarbara prima che potesse detonare. I siluri della Cossack non furono abbastanza potenti e la Glatton continuò a galleggiare. Keyes ordinò quindi al cacciatorpediniere Myngs di aprire il fuoco sulla Glatton con i suoi siluri da 530 mm. Furono mirati nel buco aperto nella fiancata della Glatton e fecero capovolgere la nave fino a quando gli alberi e le sovrastrutture non toccarono il fondo, sedando l'incendio. Le fatalità furono elevate; 60 uomini rimasero uccisi sul colpo e 124 furono feriti, di questi 19 morirono in seguito a causa delle estese bruciature.
Un'investigazione eseguita subito dopo scorpì che l'esplosione era stata accaduta nel deposito munizioni da 152 mm di mezza nave, situato tra la sala macchine e la sala caldaie. La causa fu meno semplice da stabilire, ma fu notato che i fuochisti avevano l'abitudine di impilare i tizzoni ardenti e le ceneri delle caldaie contro la paratia che dava sulla santabarbara. La polveriera era ben isolata da 130 mm di sughero, ricoperto da assi di legno spesse 19 mm, e aveva uno speciale apparato per il raffreddamento, quindi appariva poco probabile che la cordite potesse aver spontaneamente preso fuoco per l'elevata temperatura. Il magazzino munizioni della Gorgon fu svuotato ed esaminato. La pittura al piombo rossa della paratia aveva formato bolle al di sotto del rivestimento isolante e il National Physical Laboratory svolse test che dimostrarono che doveva essere stata sottoposta a temperature di almeno 400 °F (204 °C). Le temperature registrate nel magazzino non superarono mai i 83 °F (28 °C) e un test con i tizzoni ardenti risultò inconcludente. Altri test rivelarono che il sughero rilasciava fumi infiammabili se sottoposto ad elevate temperature e in atmosfera pressurizzata.
Come precauzione, l'isolamento di sughero della Gorgon fu eliminato e rimpiazzato da lana di roccia e fu così scoperta la reale causa dell'incidente. Mancava infatti parte del sughero e al suo posto erano stati inseriti inseriti fogli di giornali ripiegati. Oltretutto, un certo numero di rivetti erano mancanti, lasciando aperti fori da 12.7 mm attraverso i quali le ceneri ardenti avrebbero potuto dare fuoco ai giornali. La pressurizzazione necessaria per il tiraggio forzato delle caldaie avrebbe quindi spinto, attraverso i buchi dei rivetti, il flusso d'aria incandescente che avrebbe permesso al sughero di rilasciare i gas infiammabili e quindi poi portare all'accensione della cordite.
La Glatton rimase nel porto di Dover come ostacolo alla navigazione, con lo scafo visibile a bassa marea, dato che le autorità portuali non potevano permettersi le 45000 £ richieste in media dalle compagnie di recuperi matittimi. I lavori iniziarono, infine, nel maggio 1925, quando 12000 t di fanghiglia furono rimosse da sotto alla Glatton e l'albero maestro e le sovrastruttura furono fatti esplodere. Tutte le falle sul ponte furono sigillate e l'aria fu pompata dentro ogni compartimento alla velocità di 70000 piedi cubici (1982 m3) al minuto per farla nuovamente galleggiare. Il primo tentativo di sollevarla fu il 2 dicembre 1925 e riuscì a superare il risucchio che la teneva sul fondo, grazie anche all'alta marea. lentamente fu mossa, sfruttando le maree, fino al 16 marzo 1926, quando arrivò su una profonda scarpata sottomarina, vicina al molo occidentale del porto sommergibili, vicino alla riva. Il costo totale dell'operazione fu considerabilente più elevato di quanto previsto, ma comunque molto minore di quello stimato dalle compagnie di recuperi marittimi, dato che si aggirò attorno alle 12000 £. Lì rimane, sommersa da terra sotto all'odierno terminal traghetti. La sua campana fu recuperata ed è ora in esposizione presso gli uffici delle autorità portuali.